# I due Foscari

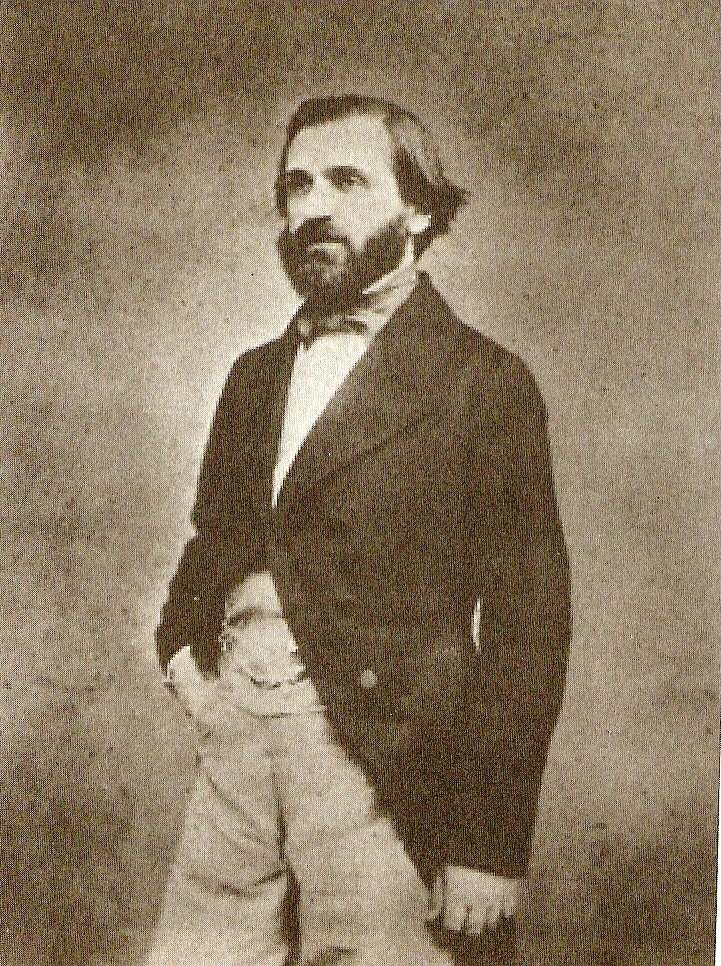
Giuseppe Verdi 1844

I due Foscari (De båda Foscari) är en opera (tragedia lirica) i tre akter med musik av Giuseppe Verdi och libretto av Francesco Maria Piave efter lord Byrons skådespel The Two Foscari (1821).

## Historia
Vid 30 års ålder hade Verdi placerat sig som Vincenzo Bellinis och Gaetano Donizettis arvtagare i den italienska operavärlden. De ledande italienska operascenerna tävlade om att uppföra hans operor, och när Teatro Argentino i Rom beställde en till höstsäsongen 1844 tog han åter upp tanken att skriva en opera byggd på Byrons pjäs The Two Foscari, som Verdi redan hade diskuterat med librettisten Piave.
Verdi deltog själv i utformningen av librettot, och mindre än fyra månader efter beställningen kunde han dirigera premiären den 3 november 1844. Operan mottogs dock inte lika entusiastiskt som sina föregångare. Den uppfördes dock ofta i över 30 år, varpå den föll i glömska.

## Personer
- Francesco Foscari, Venedigs doge (baryton)
- Jacopo Foscari, hans son (tenor)
- Lucrezia Contarini, Jacopos hustru (sopran)
- Jacopo Loredano, medlem av De tios råd (bas)
- Barbarigo, senator (tenor)
- Pisana, Lucrezias väninna och förtrogna (sopran)
- De tios råds tjänare (tenor)
- Dogens tjänare (bas)
- Medlemmar av De tios råd och senaten, Lucrezias tjänarinnor, venetianska damer, folk, maskeraddeltagare (kör)

## Handling
Venedig 1547
Akt I

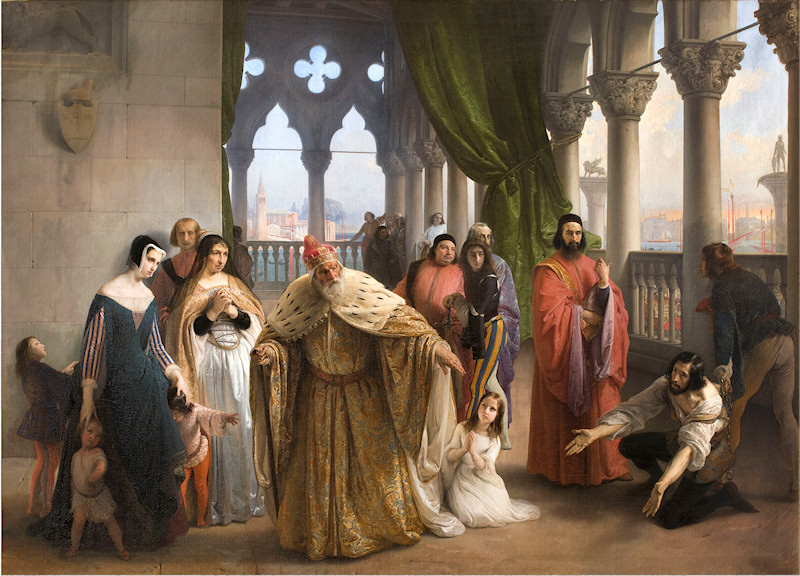
Jacopo Foscari och hans familj ber om nåd hos fadern, dogen av Venedig.

Jacopo Foscari är fängslad för mord och väntar på att bli dömd av De tios råd och juntan. Jacopos hustru Lucrezia vill vädja för sin man hos hans far, som är doge av Venedig, men innan hon hinner göra det får hon veta att hennes man skall landsförvisas till Kreta. Jacopo har inte erkänt ens under tortyr, men han har ändå befunnits skyldig. Hans far sörjer över att han inte har kunnat skydda sin son mot beskyllningarna, men när Lucrezia kommer och ber honom upphäva domen förklarar han att Venedigs lagar måste iakttas.
Akt II
Jacopo plågas av syner i fängelset. Lucrezia meddelar honom domen som betyder att de måste skiljas, vilket för dem är värre än döden. Jacopos värste fiende Loredano kommer triumferande och för bort Jacopo under eskort. När Jacopos dom har stadfästs av rådet kommer Lucrezia med deras små barn och faller på knä för dogen, men frånsett Loredanos vän Barbarigo förhärdar sig alla. Lagen måste ha sin gång.
Akt III
Under en festlig regatta förs Jacopo från stadsfängelset till den galär som skall forsla honom till Kreta, men först tar han ett tårdränkt farväl av hustru och barn. Nu har den gamle dogen förlorat alla sina söner, men plötsligt kommer Barbarigo med ett brev som visar att Jacopo var oskyldig. Glädjen blir dock kort, ty Jacopo har dött ombord på galären. Men även dogens öde är beseglat. Rådet anmodar honom att träda tillbaka från sin post, och fast han vägrar måste han följa dess beslut. Han dör av sorg då klockan i Markuskyrkan ringer för att hylla den nye dogen.